# Liste der Staaten Afrikas
Die Liste der Staaten Afrikas führt die Staaten und anderen Gebiete auf, die sich auf dem Kontinent Afrika befinden. Die meisten Staaten sind Mitglied in der Afrikanischen Union.
Von Ägypten liegt die Sinai-Halbinsel in Asien, der Hauptteil des Staatsgebiets liegt in Afrika.

## Souveräne Staaten
Folgende 54 Staaten sind Mitglied der Vereinten Nationen:
| Deutscher Name                | Deutscher Name                               | Hauptstadt      | Einwohner (1. Juli 2021) (Mio) | Fläche (1000 km²) | Einw. pro km² | Flagge                       | ISO-3166-1-Code | ISO-3166-1-Code | Englischer Name                              | Lokaler Name                                     |
| Kurzform                      | Langform                                     | Hauptstadt      | Einwohner (1. Juli 2021) (Mio) | Fläche (1000 km²) | Einw. pro km² | Flagge                       | alpha-3         | alpha-2         | Englischer Name                              | Lokaler Name                                     |
| ----------------------------- | -------------------------------------------- | --------------- | ------------------------------ | ----------------- | ------------- | ---------------------------- | --------------- | --------------- | -------------------------------------------- | ------------------------------------------------ |
| Ägypten                       | Arabische Republik Ägypten                   | Kairo           | 109,3                          | 1.001             | 109,8         | Agypten                      | EGY             | EG              | Egypt                                        | Misr                                             |
| Algerien                      | Demokratische Volksrepublik Algerien         | Algier          | 44,2                           | 2382              | 18,5          | Algerien                     | DZA             | DZ              | Algeria                                      | Al Jaza'ir                                       |
| Angola                        | Republik Angola                              | Luanda          | 34,5                           | 1247              | 27,7          | Angola                       | AGO             | AO              | Angola                                       | Angola                                           |
| Äquatorialguinea              | Republik Äquatorialguinea                    | Malabo          | 1,6                            | 28                | 58,3          | Äquatorialguinea             | GNQ             | GQ              | Equatorial Guinea                            | Guinea Ecuatorial                                |
| Äthiopien                     | Demokratische Bundesrepublik Äthiopien       | Addis Abeba     | 120,3                          | 1104              | 120,3         | Athiopien                    | ETH             | ET              | Ethiopia                                     | Ityop'iya                                        |
| Benin                         | Republik Benin                               | Porto-Novo      | 13,0                           | 115               | 99,1          | Benin                        | BEN             | BJ              | Benin                                        | Bénin                                            |
| Botswana                      | Republik Botsuana                            | Gaborone        | 2,6                            | 582               | 4,6           | Botswana                     | BWA             | BW              | Botswana                                     | Botswana                                         |
| Burkina Faso                  | Burkina Faso                                 | Ouagadougou     | 22,1                           | 274               | 80,8          | Burkina Faso                 | BFA             | BF              | Burkina Faso                                 | Burkina Faso                                     |
| Burundi                       | Republik Burundi                             | Gitega          | 12,6                           | 28                | 483,7         | Burundi                      | BDI             | BI              | Burundi                                      | Burundi                                          |
| Dschibuti                     | Republik Dschibuti                           | Dschibuti-Stadt | 1,1                            | 23                | 47,7          | Dschibuti                    | DJI             | DJ              | Djibouti                                     | Djibouti                                         |
| Elfenbeinküste                | Republik Côte d’Ivoire                       | Yamoussoukro    | 27,5                           | 322               | 86,4          | Elfenbeinküste               | CIV             | CI              | Ivory Coast                                  | Côte d’Ivoire                                    |
| Eritrea                       | Staat Eritrea                                | Asmara          | 3,6                            | 118               | 29,9          | Eritrea                      | ERI             | ER              | Eritrea                                      | Ertra                                            |
| Eswatini                      | Königreich Eswatini                          | Mbabane         | 1,2                            | 17                | 68,7          | Eswatini                     | SWZ             | SZ              | Eswatini                                     | Umbuso weSwatini                                 |
| Gabun                         | Gabunische Republik                          | Libreville      | 2,3                            | 268               | 9,1           | Gabun                        | GAB             | GA              | Gabon                                        | Gabon                                            |
| Gambia                        | Republik Gambia                              | Banjul          | 2,6                            | 11                | 260,9         | Gambia                       | GMB             | GM              | Gambia, the                                  | Gambia, the                                      |
| Ghana                         | Republik Ghana                               | Accra           | 32,8                           | 239               | 144,3         | Ghana                        | GHA             | GH              | Ghana                                        | Ghana                                            |
| Guinea                        | Republik Guinea                              | Conakry         | 13,5                           | 246               | 55,1          | Guinea-a                     | GIN             | GN              | Guinea                                       | Guinée                                           |
| Guinea-Bissau                 | Republik Guinea-Bissau                       | Bissau          | 2,1                            | 36                | 73,3          | Guinea-Bissau                | GNB             | GW              | Guinea-Bissau                                | Guiné-Bissau                                     |
| Kamerun                       | Republik Kamerun                             | Yaoundé         | 27,2                           | 475               | 58,4          | Kamerun                      | CMR             | CM              | Cameroon                                     | Cameroun (Französisch), Cameroon (Englisch)      |
| Kap Verde                     | Republik Kap Verde                           | Praia           | 0,6                            | 4                 | 145,9         | Kap Verde                    | CPV             | CV              | Cape Verde                                   | Cabo Verde                                       |
| Kenia                         | Republik Kenia                               | Nairobi         | 53,0                           | 580               | 91,3          | Kenia                        | KEN             | KE              | Kenya                                        | Kenya                                            |
| Komoren                       | Union der Komoren                            | Moroni          | 0,8                            | 2                 | 441,5         | Komoren                      | COM             | KM              | Comoros                                      | Comores                                          |
| Kongo, Demokratische Republik | Demokratische Republik Kongo                 | Kinshasa        | 95,9                           | 2345              | 42,3          | Kongo Demokratische Republik | COD             | CD              | Congo, Democratic Republic of the (Kinshasa) | Congo, République Démocratique du                |
| Kongo, Republik               | Republik Kongo                               | Brazzaville     | 5,8                            | 342               | 17,1          | Kongo Republik               | COG             | CG              | Congo, Republic of (Brazzaville)             | Congo, République du                             |
| Lesotho                       | Königreich Lesotho                           | Maseru          | 2,3                            | 30                | 75,1          | Lesotho                      | LSO             | LS              | Lesotho                                      | Lesotho                                          |
| Liberia                       | Republik Liberia                             | Monrovia        | 5,2                            | 111               | 53,9          | Liberia                      | LBR             | LR              | Liberia                                      | Liberia                                          |
| Libyen                        | Staat Libyen                                 | Tripolis        | 6,7                            | 1760              | 4,0           | Libyen                       | LBY             | LY              | Libya                                        | Libiyah                                          |
| Madagaskar                    | Republik Madagaskar                          | Antananarivo    | 28,9                           | 587               | 49,7          | Madagaskar                   | MDG             | MG              | Madagascar                                   | Madagascar                                       |
| Malawi                        | Republik Malawi                              | Lilongwe        | 19,9                           | 118               | 210,4         | Malawi                       | MWI             | MW              | Malawi                                       | Malawi                                           |
| Mali                          | Republik Mali                                | Bamako          | 21,9                           | 1240              | 18,0          | Mali                         | MLI             | ML              | Mali                                         | Mali                                             |
| Marokko ohne Westsahara (EH)  | Königreich Marokko                           | Rabat           | 37,1                           | 447               | 83,1          | Marokko                      | MAR             | MA              | Morocco                                      | Al Maghrib                                       |
| Mauretanien                   | Islamische Republik Mauretanien              | Nouakchott      | 4,6                            | 1031              | 4,5           | Mauretanien                  | MRT             | MR              | Mauritania                                   | Muritaniyah                                      |
| Mauritius                     | Republik Mauritius                           | Port Louis      | 1,3                            | 2                 | 639,9         | Mauritius                    | MUS             | MU              | Mauritius                                    | Mauritius                                        |
| Mosambik                      | Republik Mosambik                            | Maputo          | 32,1                           | 786               | 40,8          | Mosambik                     | MOZ             | MZ              | Mozambique                                   | Moçambique                                       |
| Namibia                       | Republik Namibia                             | Windhoek        | 2,5                            | 824               | 3,1           | Namibia                      | NAM             | NA              | Namibia                                      | Namibia                                          |
| Niger                         | Republik Niger                               | Niamey          | 25,3                           | 1267              | 19,9          | Niger                        | NER             | NE              | Niger                                        | Niger                                            |
| Nigeria                       | Bundesrepublik Nigeria                       | Abuja           | 213,4                          | 924               | 234,3         | Nigeria                      | NGA             | NG              | Nigeria                                      | Nigeria                                          |
| Ruanda                        | Republik Ruanda                              | Kigali          | 13,5                           | 26                | 556,0         | Ruanda                       | RWA             | RW              | Rwanda                                       | Rwanda                                           |
| Sambia                        | Republik Sambia                              | Lusaka          | 19,5                           | 753               | 26,2          | Sambia                       | ZMB             | ZM              | Zambia                                       | Zambia                                           |
| São Tomé und Príncipe         | Demokratische Republik São Tomé und Príncipe | São Tomé        | 0,2                            | 1                 | 232,4         | Sao Tome und Principe        | STP             | ST              | São Tomé and Príncipe                        | São Tomé e Príncipe                              |
| Senegal                       | Republik Senegal                             | Dakar           | 16,9                           | 197               | 87,7          | Senegal                      | SEN             | SN              | Senegal                                      | Sénégal                                          |
| Seychellen                    | Republik Seychellen                          | Victoria        | 0,1                            | 0,5               | 233,0         | Seychellen                   | SYC             | SC              | Seychelles                                   | Seychelles                                       |
| Sierra Leone                  | Republik Sierra Leone                        | Freetown        | 8,4                            | 72                | 117,4         | Sierra Leone                 | SLE             | SL              | Sierra Leone                                 | Sierra Leone                                     |
| Simbabwe                      | Republik Simbabwe                            | Harare          | 16,0                           | 391               | 41,3          | Simbabwe                     | ZWE             | ZW              | Zimbabwe                                     | Zimbabwe                                         |
| Somalia mit Somaliland        | Bundesrepublik Somalia                       | Mogadischu      | 17,1                           | 638               | 27,2          | Somalia                      | SOM             | SO              | Somalia                                      | Somalia                                          |
| Südafrika                     | Republik Südafrika                           | Pretoria        | 59,4                           | 1219              | 48,7          | Sudafrika                    | ZAF             | ZA              | South Africa                                 | Suid-Afrika (Afrikaans), South Africa (Englisch) |
| Sudan                         | Republik Sudan                               | Khartum         | 45,7                           | 1879              | 25,9          | Sudan                        | SDN             | SD              | Sudan                                        | As-Sudan                                         |
| Südsudan                      | Republik Südsudan                            | Juba            | 10,7                           | 644               | 19,1          | Sudsudan                     | SSD             | SS              | South Sudan                                  | South Sudan                                      |
| Tansania                      | Vereinigte Republik Tansania                 | Dodoma          | 63,6                           | 947               | 71,8          | Tansania                     | TZA             | TZ              | Tanzania                                     | Tanzania                                         |
| Togo                          | Republik Togo                                | Lomé            | 8,6                            | 57                | 158,9         | Togo                         | TGO             | TG              | Togo                                         | Togo                                             |
| Tschad                        | Republik Tschad                              | N’Djamena       | 17,2                           | 1284              | 13,6          | Tschad                       | TCD             | TD              | Chad                                         | Tchad                                            |
| Tunesien                      | Tunesische Republik                          | Tunis           | 12,3                           | 164               | 78,9          | Tunesien                     | TUN             | TN              | Tunisia                                      | Tunis                                            |
| Uganda                        | Republik Uganda                              | Kampala         | 45,9                           | 242               | 229,5         | Uganda                       | UGA             | UG              | Uganda                                       | Uganda                                           |
| Zentralafrikanische Republik  | Zentralafrikanische Republik                 | Bangui          | 5,5                            | 623               | 8,8           | Zentralafrikanische Republik | CAF             | CF              | Central African Republic                     | République Centrafricaine                        |

## Nicht allgemein anerkannte Staaten
siehe auch Liste der Gebiete mit begrenzter Anerkennung als Staat
| Deutscher Name | Deutscher Name                          | Hauptstadt | Einwohner 1. Juli 2021 (Mio) | Fläche in 1000 km² | Einw. pro km² | Flagge     | ISO-3166-1-Code | ISO-3166-1-Code | Englischer Name | Lokaler Name      |
| Kurzform       | Langform                                | Hauptstadt | Einwohner 1. Juli 2021 (Mio) | Fläche in 1000 km² | Einw. pro km² | Flagge     | alpha-3         | alpha-2         | Englischer Name | Lokaler Name      |
| -------------- | --------------------------------------- | ---------- | ---------------------------- | ------------------ | ------------- | ---------- | --------------- | --------------- | --------------- | ----------------- |
| Westsahara     | Demokratische Arabische Republik Sahara | El Aaiún   | 0,6                          | 252                | 2,1           | Westsahara | ESH             | EH              | Western Sahara  | Sahara Occidental |

## Bestandteile nicht-afrikanischer Staaten
| Deutscher Name              | Hauptstadt                                            | Mutterland | Einwohner | Fläche in km² | Einw. pro km² | Flagge            | ISO-3166-1-Code | ISO-3166-1-Code | Englischer Name             | Lokaler Name                |
| Deutscher Name              | Hauptstadt                                            | Mutterland | Einwohner | Fläche in km² | Einw. pro km² | Flagge            | alpha-3         | alpha-2         | Englischer Name             | Lokaler Name                |
| --------------------------- | ----------------------------------------------------- | ---------- | --------- | ------------- | ------------- | ----------------- | --------------- | --------------- | --------------------------- | --------------------------- |
| Alhucemas-Inseln            | –                                                     | Spanien    | 350       | 0,05          | 7.000,0       |                   | –               | –               | Alhucemas Islands           | Islas Alhucemas             |
| Ceuta                       | –                                                     | Spanien    | 84.777    | 18            | 4.582,5       | Ceuta             | –               | –               | Ceuta                       | Ceuta                       |
| Chafarineninseln            | –                                                     | Spanien    | 30        | 0,5           | 60,0          |                   | –               | –               | Chafarinas Islands          | Islas Chafarinas            |
| Kanarische Inseln           | Santa Cruz de Tenerife und Las Palmas de Gran Canaria | Spanien    | 2.153.389 | 7.492         | 287,4         | Kanarische Inseln | –               | –               | Canary Islands              | Islas Canarias              |
| Madeira                     | Funchal                                               | Portugal   | 235.166   | 801           | 293,6         | Madeira           | –               | –               | Madeira                     | Madeira                     |
| Mayotte                     | Mamoudzou                                             | Frankreich | 256.518   | 366           | 685,9         | Mayotte           | MYT             | YT              | Mayotte                     | Mayotte                     |
| Melilla                     | –                                                     | Spanien    | 86.487    | 13            | 6.454,3       | Melilla           | –               | –               | Melilla                     | Melilla                     |
| Pelagische Inseln           | –                                                     | Italien    | 6.494     | 25            | 254,9         |                   | –               | –               | Pelagie Islands             | Isole Pelagie               |
| Peñón de Vélez de la Gomera | –                                                     | Spanien    | 0         | 0,02          | –             |                   | –               | –               | Peñón de Vélez de la Gomera | Peñón de Vélez de la Gomera |
| Réunion                     | Saint-Denis                                           | Frankreich | 861.210   | 2.503         | 344,0         | Reunion           | REU             | RE              | Réunion                     | Réunion                     |
| Sokotra                     | Hadibu                                                | Jemen      | 42.842    | 3.814         | 11,2          |                   | –               | –               | Socotra                     | Suquṭrā                     |

## Abhängige Gebiete
| Deutscher Name                             | Hauptstadt               | Mutterland             | Einwohner | Fläche in km² | Einw. pro km² | Flagge                                     | ISO-3166-1-Code | ISO-3166-1-Code | Englischer Name                              | Lokaler Name                                 |
| Deutscher Name                             | Hauptstadt               | Mutterland             | Einwohner | Fläche in km² | Einw. pro km² | Flagge                                     | alpha-3         | alpha-2         | Englischer Name                              | Lokaler Name                                 |
| ------------------------------------------ | ------------------------ | ---------------------- | --------- | ------------- | ------------- | ------------------------------------------ | --------------- | --------------- | -------------------------------------------- | -------------------------------------------- |
| Französische Süd- und Antarktisgebiete     | Saint-Pierre auf Réunion | Frankreich             | 200       | 7676          | 0,02          | Französische Süd- und Antarktisgebiete     | ATF             | TF              | French Southern and Antarctic Lands          | Terres australes et antarctiques françaises  |
| St. Helena, Ascension und Tristan da Cunha | Jamestown                | Vereinigtes Königreich | 5.633     | 391           | 14,4          | St. Helena, Ascension und Tristan da Cunha | SHN             | SH              | Saint Helena, Ascension and Tristan da Cunha | Saint Helena, Ascension and Tristan da Cunha |